# LOVE FIGHTER 〜恋のバトル〜
「LOVE FIGHTER 〜恋のバトル〜」（ラブ・ファイター・こいのバトル）は、日本のヴィジュアル系ロックバンド・BREAKERZの7作目のシングル。

## 概要
- 前作「光」から約4か月ぶりにして、アルバム『FIGHTERZ』からの先行シングル。3か月連続リリース第2弾作品として発売された[1][2]。
- 表題曲はTBS系列『笑撃!ワンフレーズ』のエンディングテーマと、エムティーアイ『music.jp』のCMソングに起用された。表題曲での複数のタイアップを担当するのは「GRAND FINALE」以来3作ぶりとなった。
- カップリング曲は日本テレビ系列『情報ライブ ミヤネ屋』のエンディングテーマと、ハウステンボス『光の街2009』のCMソングに起用された。カップリング曲でのタイアップは今作が初となった。
- ジャケットの異なる初回限定盤Aと初回限定盤B、通常盤の3形態で発売された。特典として初回限定盤Aには表題曲のミュージッククリップと振り付けの練習編と実践編を収録したDVDが、初回限定盤Bにはカップリング曲のミュージッククリップとオフショット映像を収録したDVDが、通常盤にはランダムで全6種類からなるポストカードが同梱された。また、全形態購入者から3組6名に抽選で『BREAKERZ LIVE HOUSE TOUR 2009-2010 "FIGHTERZ"』のバックステージ招待券がプレゼントされた[1][2]。
- 今作で『ミュージックステーション』に初出演を果たした[3]。
- オリコン週間チャート初登場5位を獲得。7作連続でのトップ10入りと、「Everlasting Luv/BAMBINO 〜バンビーノ〜」以来2作ぶりにトップ5入りを果たした。

## 収録曲
| 全作詞: DAIGO。 |                                                         |       |         |                    |                    |
| #               | タイトル                                                | 作詞  | 作曲    | 編曲               | リミックス         |
| 1.              | 「LOVE FIGHTER 〜恋のバトル〜」                         | DAIGO | SHINPEI | BREAKERZ           |                    |
| 2.              | 「Winter Bell」                                         | DAIGO | DAIGO   | BREAKERZ、池田大介 |                    |
| 3.              | 「Birdman ～Acoustic Version～」                        | DAIGO | AKIHIDE | BREAKERZ           |                    |
| 通常盤.         | 「LOVE FIGHTER 〜恋のバトル〜 ガチアゲ バトルミックス」 | DAIGO | SHINPEI | BREAKERZ           | Spin Stealth Spike |

### 解説
1. LOVE FIGHTER 〜恋のバトル〜
初めてドラムスとベースを打ち込みで制作したダンスロックナンバー。歌詞では恋の駆け引きをボクシングに置き換えて表現されており、ストレート、カウンター、クリンチ、リングといったボクシング用語が取り入れられている[2][4]。
ミュージッククリップの振付は香瑠鼓が手掛けている。香瑠鼓が担当するのは「BAMBINO 〜バンビーノ〜」以来2作ぶりとなった。
2. Winter Bell
初めて共同編曲者を迎えた上で、「WINTER PARTY」以来1年ぶりに制作されたクリスマスソング[2]。前作と異なりバラード調となっている。
ミュージッククリップには俳優の蕨野友也と、女優の村上友梨が出演している。
3. Birdman ～Acoustic Version～
1stアルバムの収録曲のアコースティックバージョン[1]。
4. LOVE FIGHTER 〜恋のバトル〜 ガチアゲ バトルミックス
通常盤にのみ収録されている、表題曲のリミックスバージョン[1][2]。

## 参加ミュージシャン
BREAKERZ
- DAIGO：Vocal & Chorus
- AKIHIDE：Guitar & Chorus (全曲)、Synth Programming (#1,2,4)、Programming (#3)
- SHINPEI：Guitar & Chorus (全曲)、Synth Programming (#1,2,4)

Support Musician
- 香瑠鼓：Choreography (#1,4)
- MissTy：Additional Chorus (#1,4)
- スピン・ステルス・スパイク：Additional Programming (#4)

## タイアップ
- TBS系列バラエティ番組『笑撃!ワンフレーズ』2009年11,12月度エンディングテーマ (#1)
- エムティーアイ『music.jp』TV-CMソング (#1)
- 日本テレビ系列情報番組『情報ライブ ミヤネ屋』2009年10〜12月度エンディングテーマ (#2)
- ハウステンボス『光の街2009』TV-CMソング (#2)

## 収録アルバム
- FIGHTERZ (#1 FIGHTERZ MIX)
- B.R.Z ACOUSTIC (#3)
- BREAKERZ BEST 〜SINGLE COLLECTION〜 (#1)